# Polistes cinerascens
Polistes cinerascens är en getingart som beskrevs av Henri Saussure 1854. Polistes cinerascens ingår i släktet pappersgetingar, och familjen getingar. Inga underarter finns listade i Catalogue of Life.